# 将軍継嗣問題
将軍継嗣問題（しょうぐんけいしもんだい）は、江戸幕府13代将軍・徳川家定の後継を巡って生じた政争である。

## 概要
江戸幕府12代将軍徳川家慶の嫡男・家祥（後の家定）は病弱で言動も定かではなかった（脳性麻痺とも言われている）。そこで、家慶は水戸藩主徳川斉昭の子で一橋家を継いでいた徳川慶喜（一橋慶喜）を養子とすることを考えたが、老中阿部正弘の反対で思いとどまり、家定に不測の事態が起きた際に慶喜を後継とすることとした（ただし公式に確定されてはいなかった）。
黒船が来航の直後、家慶が死去した混乱の中、日本は日米和親条約締結を余儀なくされる。しかし、家慶の後を継いだ家定は将軍就任後、さらに病状を悪化させて時には廃人に近い状態となり、政務が満足に行えなかった。しかも子はなく、その後継者問題が急浮上した。
これを憂慮した島津斉彬・松平慶永・徳川斉昭ら有力な大名は、大事に対応できる将軍を擁立すべきであると考えて、斉昭の実子である一橋慶喜擁立に動き、老中阿部正弘もこれに加担した。これに対して保守的な譜代大名や大奥は、家定に血筋が近い従弟の紀州藩主徳川慶福（後の徳川家茂）を擁立しようとした。前者を一橋派、後者を南紀派と呼んだ。
ところが阿部正弘が急死すると、阿部による安政の改革に反発する譜代大名の巻き返しが始まり、「大奥の粛正」を唱える斉昭に反発する大奥もこれに加担する。さらに条約勅許問題を巡る開国派と攘夷派の対立も加わって事態は複雑となった（一橋派では島津斉彬は開国派、徳川斉昭は攘夷派に属し、互いに自己の外交路線実現のために一橋慶喜擁立を目指した。これは南紀派も同様であった）。
だが安政5年（1858年）、家定が重態となると、南紀派の譜代大名は彦根藩主井伊直弼を大老に据えて、6月に家定の名で後継者を慶福とすることが発表された。これについては南紀派による画策であると言われているが、家定自身も廃人もしくはそれに近い重態ではあったものの、完全に意思能力が失われていたわけではないため、本人の意向で自分の対抗馬である慶喜を嫌って個人的に気にかけていた慶福を指名したとする見方もある。家定の側小姓で後に勘定奉行などを歴任した朝比奈閑水の回想の記録には、家定は「自分より慶喜の方が美形で慶喜が登城すると大奥が騒ぐ」という理由で慶喜に反感を抱いていたと記されている。久住真也「幕末の将軍」（講談社）によれば、一橋派の言い分自体が家定を「暗愚、愚昧、病弱」扱いするに等しいもので「まだ若く世子誕生の見込みもある」と認識していた家定は一橋派を憎悪していたという。いずれにしても南紀派の勝利に終わった事実は間違いなく、7月に家定が没すると、慶福は「家茂」と改名して新しい将軍となった。
同年6月、一橋派による京都工作が功を奏し、朝廷より「英明・年長」を兼ね備えた者を将軍継嗣とすべき、とする勅書が幕府に下ったが、江戸城内において志賀某がこれを10日間以上にわたり隠匿し続け、結果勅書の指示が反映されない形で家茂が後継者になった、とする風説が当時流れたが、勅書が下ってからの経緯については、どこまでが真実なのか、詳らかではない。ただし、志賀は同年6月に自殺しており、直弼の意向に追従した行動であったが、結果朝廷の意向を無視した責任を取らされることになった、と考えられる。
家茂を将軍とした井伊直弼は、徳川慶頼（田安家当主）を形だけの将軍後見職に立てて、一橋派を初めとする反対派の粛清（安政の大獄）に乗り出す。だが、井伊は桜田門外の変で暗殺され、斉彬の弟島津久光の率兵上京による文久の改革で一橋派は復権する。このとき徳川斉昭は既に鬼籍の人となっていたが、一橋慶喜が将軍後見職に、松平慶永が政事総裁職に就任、慶喜は家茂の死後に15代将軍に就任する。